# Condado de Mohave
El condado de Mohave se encuentra en el noroeste del estado estadounidense de Arizona. En 2007, su población era de 194 944 personas, un incremento de 39 912 personas desde el censo de 2000. La sede del condado es Kingman. La ciudad más grande es Lake Havasu City.
El Condado de Mohave contiene parte del parque nacional del Gran Cañón, de Lake Mead National Recreation Area y de todo el Grand Canyon-Parashant National Monument. 

## Toponimia
El topónimo Mojave es una castellanización a partir de la palabra yuma aja-makave que significa al lado del río.

## Historia
El Condado de Mohave fue uno de los cuatro condados originales de Arizona. El territorio original estaba más al oeste, en la latitud  113° 20' . El Condado de Pah-Ute se creó en 1865 y se unió al condado de Mohave 1871, cuando gran parte de su territorio fue cedido a Nevada en 1866. Los límites actuales del condado se establecieron en 1881.

## Geografía
Según el censo de Estados Unidos, el condado tiene un área total de 13,470 millas cuadradas (34,886 km²), de las que, 13,312 millas cuadradas (34,477 km²) es tierra y 158 millas cuadradas (409 km²) (1.17%) es agua. El condado es el quinto más grande por área en Estados Unidos (excluyendo los boroughs de Alaska), superado solo por los condados de Elko, Nye, Coconino y San Bernardino
El Río Colorado cruza todo el condado de este a oeste y separa dos regiones geográficas de Arizona: el Arizona Strip al norte y el Desierto de Mojave al sur.

### Carreteras principales
- Interestatal 15
- Interestatal 40
- U.S. Route 91
- U.S. Route 93
- Ruta Estatal 66
- Ruta Estatal 68
- Ruta Estatal 95
- Ruta Estatal 389

### Condados fronterizos
- Condado de Washington, Utah al norte
- Condado de Kane, Utah al noreste
- Condado de Coconino, Arizona al este
- Condado de Yavapai, Arizona al este
- Condado de La Paz, Arizona al sur
- Condado de San Bernardino, California al suroeste
- Condado ded Clark, Nevada al oeste
- Condado de Lincoln, Nevada al noroeste

El Condado de Mohave y sus condados adyacentes forman el bloque más grande de condados de Estados Unidos (excepto Alaska). Su área combinada es de 231,978.34 km² (89,567.34 sq mi), más grande que todo el estado de Idaho. Incluyen el primero (San Bernardino), segundo (Coconino), quinto (Mohave) y séptimo (Lincoln) condados más grandes.

### Áreas protegidas nacionales
- Bill Williams River National Wildlife Refuge (parte)
- Parque nacional del Gran Cañón (parte)
- Grand Canyon-Parashant National Monument
- Havasu National Wildlife Refuge (parte)
- Kaibab National Forest (parte)
- Lake Mead National Recreation Area (parte)
- Pipe Spring National Monument

## Demografía
Según el censo de 2000, el condado cuenta con 155.032 habitantes, 62.809 hogares y 43.401 familias residentes. La densidad de población es de 4 hab/km² (12 hab/mi²). Hay 80,062 unidades habitacionales con una densidad promedio de 2 u.a./km² (6 u.a./mi²). La composición racial de la población es 90,06% Blanca, 0,54% Afroamericana o Negra, 2,41% Nativa americana, 0,77% Asiática, 0,11% Isleños del Pacífico, 4,00% de Otros orígenes y 2,13% de dos o más razas. El 11,08% de la población es de origen Hispano o Latino cualquiera sea su raza de origen.
De los 62.809 hogares, en el 25.10% de ellos viven menores de edad, 55,10% están formados por parejas casadas que viven juntas, 9,30% son llevados por una mujer sin esposo presente y 30,90% no son familias. El 24,10% de todos los hogares están formados por una sola persona y 11,30% de ellos incluyen a una persona de más de 65 años. El promedio de habitantes por hogar es de 2,45 y el tamaño promedio de las familias es de 2,87 personas.
El 23,10% de la población del condado tiene menos de 18 años, el 6,50% tiene entre 18 y 24 años, el 23,20% tiene entre 25 y 44 años, el 26,70% tiene entre 45 y 64 años y el 20,50% tiene más de 65 años de edad. La edad mediana es de 45 años. Por cada 100 mujeres hay 98,90 hombres y por cada 100 mujeres de más de 18 años hay 96,80 hombres.
La renta media de un hogar es de $31,521, y la renta media de una familia es de $36,311. Los hombres ganan en promedio $28,505 contra $20,632 para las mujeres. La renta per cápita es de $16,788. 13,90% de la población y 9,80% de las familias tienen entradas por debajo del nivel de pobreza. De la población total bajo el nivel de pobreza, el 20,40% son menores de 18 y el 7,70% son mayores de 65 años.
El censo del 2006 Census Bureau estima 193,035 habitantes. Esto representa un incremento del 24.5% desde el año 2000.

## Comunidades

### Ciudades
- Bullhead City
- Kingman
- Lake Havasu City

### Pueblos
- Colorado City

### Lugares designados por el censo
- Arizona Village
- Desert Hills
- Dolan Springs
- Golden Valley
- Kaibab
- Mesquite Creek
- Mohave Valley
- Mojave Ranch Estates
- New Kingman-Butler
- Peach Springs
- Willow Valley

### Lugares no incorporados
- Beaver Dam
- Chloride
- Littlefield
- Meadview
- Nothing
- Oatman
- Santa Claus
- Topock
- Wikieup
- Wolf Hole
- Yucca

## Educación

### Distritos escolares unificados
- Colorado City Unified School District
- Kingman Unified School District
- Lake Havasu Unified School District
- Littlefield Unified School District
- Peach Springs Unified School District

### Distritos escolares secundarios
- Colorado River Union High School District

### Distritos escolares elementales
- Bullhead City Elementary School District
- Hackberry School District
- Mohave Valley Elementary School District
- Owens-Whitney Elementary School District
- Topock Elementary School District
- Valentine Elementary School District
- Yucca Elementary School District

### Colleges
- Mohave Community College